# السيمينول السود

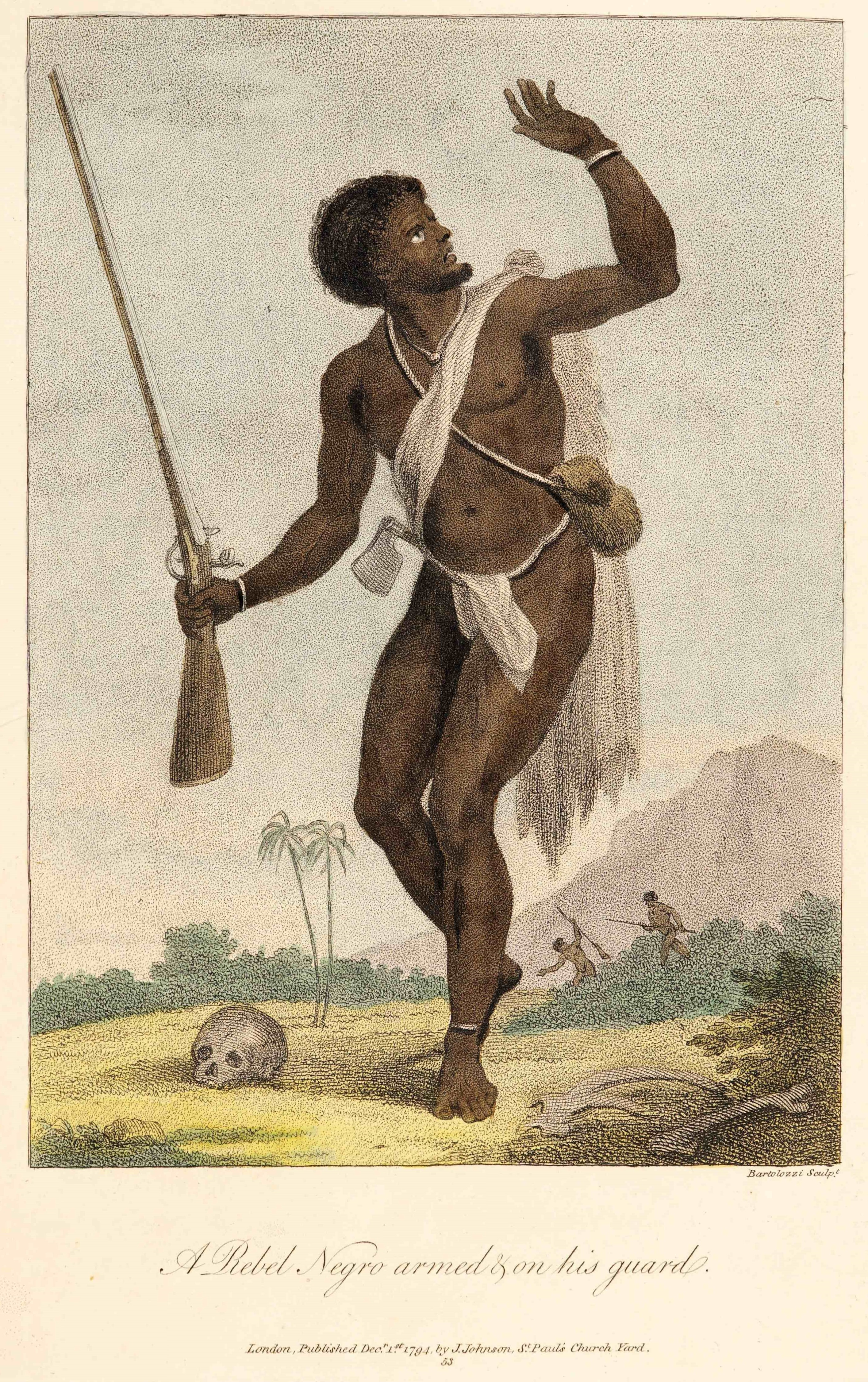

## السيمينول السود
السيمينول السود هم الهنود السود ينتسبون إلى شعب السيمينول في فلوريدا واوكلاهوما، وهم أحفاد الاحرار السود والعبيد الهاربين (يسمون أيضا بالمارون) المتحالفين مع جماعات السيمينول في فلوريدا الإسبانية، تاريخيا عاش السيمينول السود في نطاقات مختلفه، كان البعض يشتري العبيد، من قاداتهم السيمينول لكن شهد السيمينول حرية أكثر مما كانوا عليه في المجتمع الأبيض بما في ذلك الحق في حمل الاسلحة،
اليوم نسل السيمينول السود يعيش بشكل أساسي في المجتمعات الريفية في جميع انحاء سيمينول شعب اوكلاهوما، وهم جماعتين من المعتقلون فرقة قيصر برونر وفرقة دوسر باركيوس الممثلة في المجلس العام للامة، ومراكز أخرى في ولاية فلوريدا وتكساس وجزر البهاما وشمال المكسيك،
وقد كافح المعتقلون السيمينول منذ التسعينيات مع دورات الاستبعاد من سيمينول قبيلة اوكلاهوما، [2] في عام 1990 تلقت القبيلة غالبية ال46 مليون من قبل الولايات المتحدة، نظير الاستيلاء على الأراضي في ولاية فلوريدا في عام 1823 وعملت على المعتقون للحصول على حصة من ذلك، في عام 2004 قضت المحكمة العليا في الولايات المتحدة سيمينول المعتقون لا يمكن رفع دعوى دون سيمينول أمة اوكلاهوما، والتي رفضت الانضمام إليه في قضية الادعاء، في عام 2000 انتخبت أمة سيمينول لتقييد عضوية لاولئك الذين يمكن أن يثبت النسب من الهندي سيمينول على دوز رولز من أوائل القرن 20 , التي استبعدت 1200 من المعتفون الذين ادرجوا سابقا كاعضاء،

## الاصول
استندت الاستراتجية الإسبانية للدفاع عن مطالبتهم في فلوريدا أولا على تنظيم السكان الاصلييين إلى نظام مهمة، وكانت بعثة الهنود لتكون بمثابة ميليشيا لحماية مستعمرة من الغارات الإنجليزية من الشمال، ولكن مزيج من الغارات من قبل مستعمرين ولاية كارولينا الجنوبية والامراض المعدية الاوربية الجديدة التي لم يكن لديهم حصانه منها اهلكت سكان ولاية فلوريدا الاصلين، بعد أن كان كل الهنود المحليين قد توفوا بها، وشجعت السلطات الإسبانية الهنود المنشقين والعبيد الهاربين من المستعمرات الجنوبية في انجيلترا للانتقال إلى أراضيها، الإسبان كانوا ياملون ان هؤلاء الأعداء التقليدين من الإنجليز سيككونوا فعالين في عقد قبالة التوسع الإنجليزي،
في وقت مبكر من عام 1689 هرب العبيد الافارقة من ولاية كارولينا الجنوبية ووكونتري إلى فلوريدا الإسبانية سعيا للحرية، كان هؤلاء الناس الذين تشكلوا تدريجيا يعرفون باسم ثقافة جولاه من جنوب الشرق الساحلي. وبموجب مرسوم من الملك تشارلز الثاني ملك إسبانيا في 1693 تلقى الهاربين السود الحرية مقابل الدفاع عن المستوطنين الإسبان في القديس اوغسطين، نظمت إسبانيا المتطوعين السود في ميليشيا استيطانهم في فورت موس التي تاسست في 1738 وكان أول المسموح به قانون البلدة السوداء الحرة في أمريكا الشمالية.[4]
ليس كل العبيد يفرون إلى الجنوب ووجدت الخدمة العسكرية في القديس اوغسطين ليرضاهم، سعى العبيد أكثر للنجو في ملجا في المناطق البرية شمال ولاية فلوريدا حيث أن معرفتهم الاستوائية للامراض يخدم بشكل جيد، وكان معظم السود الذين كانوا رواد في فلوريدا من الناس الذين فروا من مزارع الارز في ولاية كارولينا الجنوبية (ولاحقا جورجيا), كما أن جولاه قد وضعت الكريول أساس الافرو الإنجليزية جنبا إلى جنب مع الممارسات الثقافية وهيكل القيادة الأفريقية.
قام قام رواد القولا ببناء مستعمراتهم الخاصة على أساس زراعة الذرة والارز،
أصبحوا حلفاء كريك وغيرهم من الهنود الهاربين من جنوب شرق ولاية فلوريدا في نفس الوقت، وقد وضعت في ولاية فلوريدا الافرو سيمينول الكريول التي تحدثت مع تنامي قبيلة سيمينول،
بعد هزيمة البريطانيون من الفرنسيين في حرب السنوات السبع في عام 1763 تولى البريطانيون على الحكم في ولاية فلوريدا في تبادل للأراضي الإسبانية مع الأراضي الفرنسية السابقة غرب نهر المسيسيبي،
وكانت المنطقة لا تزال تعتبر ملاذا لعبيد أمريكا الهاربين كما أنه قد تمت تسويتها على محمل الجد،
سعى العديد من العبيد إلى اللجوء بالقرب من تزايد المستوطان الهندية الأمريكية،
في عام 1773 عندما زار عالم الطبيعة الأمريكي ويليام بارترام المنطقة وكان السيمينول الاسم القبلي الخاص بهم والمستمدة من سيمارون الكلمة الإسبانية للهارب،
كان سيمارون أيضا مصدر للكلمة الإنجليزية المارون وتستخدم لوصف مجتمعات العبيد الهاربين من فلوريدا والمارون مستنقع كبير وكئيب للذين قد وضعوا على الحدود بين ولاية فرجينيا ونورث كارولينا والمارون في الجزر الاستعمارية في منطقة البحر الكاريبي وأجزاء أخرى من العالم الجديد،
كانت فلوريدا ملاذا للعبيد الهاربين لمدة 70 سنة على الأقل من وقت الثورة الأمريكية،
تم إنشاء مجتمعات السيمينول السود في ضواحي المدن الكبرى للسمينول. يسعى السود إلى تدفق جديد من الحرية للوصول إلى ولاية فلوريدا خلال الثورة الأمريكية والفرار خلال تعطيل الحرب،
خلال الثورة تحالف السيمينول مع بريطانيا وجاء الأمريكيين من الأصل الأفريقي والسيمينول لزيادة الاتصال مع بعضهم لبعض،
وقبض على بعض السيمينول العبيد كما فعل الخور وغيرها من القبائل في جنوب شرق الهند،
خلال حرب عام 1812، وقفت أعضاء الطائفتين مع البريطانيين ضد الولايات المتحدة على أمل هزيمة المستوطنين الأمريكيين كما انهم عززوا العلاقات الداخلية وحصلوا على عداوة في الحرب من الجنرال الأمريكي اندرو جاكسون،
وكانت إسبانيا قد أعطيت الأرض لبعض موسكوجي (كريك) الهنود،
مع مرور الوقت انضم الخور من قبل الجماعات الأخرى المتبقية من جنوب شرق الهنود الحمر مثل ميكسوكي وابلشكلا،
وتطور المجتمع على مدى اواخر القرن 18 وأوائل القرن 19 فيما غادر موجات الخور في الوقت الحاضر جورجيا والبلميندر في ضغوط من مستوطنة بيضاء وحروب الكريك من خلال عملية السلالات البشرية، شكلت الهنود السيمينول،

## الثقافة
كانت ثقافة السيمينول السود والتي تشكلت بعد 1800 مزيج ديناميكي من أفريقيا والامريكين الاصلين والإسبانين والعبيد التقليدين،
واعتمدوا ممارسات معينة من الهنود الحمر وارتدى المارون ملابس السيمينول وكانوا ياكلون نفس المواد الغذائية التي اعدت بنفس الطريقة ويجمعون جذور النبات الأصلي يسمى كونتي ويطحن ويبلل ويصفى لهم لتقديم الطحين النشوي المشابه لبنات الاروروت وكذلك تهرس الذرة بالهاون والمدقه لتصبح سوفكي وهو نوع من العصيدة غالبا ما تستخدم كشراب مع الماء وتوضع على رماد من الحطب لطهي السوفكي وتضاف إليه في بعض الأحيان كنكهة اضافيه وكان القولاه هم الأساس في ادخال الارز إلى السيمينول واستمر في استخدامه كجزء أساسي من وجباتهم الغذائية،
بقي الأرز جزءا من النظام الغذائي للالسيمينول السود الذين انتقلوا إلى أوكلاهوما،
وبصرف النظر عن الهنود الذين يعيشون في الباداية وضعت المارون ثقافتها الافريقيه الأمريكية والفريده من نوعها ومقرها في ثقافة قولاه من بلدة فقيرة،
ينحدر السيمينول السود نحو المعتقدات المسيحية وتطورت خلال سنوات الزراعة،
بعض الممارسات الثقافية مثل القفز بالمكنسة للاحتفال بالزواج واحياء المزارع، الرسوم الجمركية الأخرى مثل بعض الأسماء المستخدمة للمدن السوداء، الذي يعكس التراث الأفريقي،
وفي ذلك الوقت كان التزاوج محدود لدى السيمينول السود ولكن المؤرخين وعلماء الأنثروبولوجيا جاءوا لتصديق بان عموم السيمينول السود كانوا مجتمعات مستقلة،
وقد تحالفوا مع السيمينول في اوقات الحرب واستند مجتمع السيمينول على نظام القرابة الامومي حيث ذهب الميراث والنسب من سلالة الامومه،
ينتمي الأطفال إلى قبيلة الأم، في حين أن الجمارك قد دمجت الأطفال من كل الثقافات، ويعتفد السيمينول انهم ينتمون إلى جماعة الأم أكثر من الأب وكان الأميركيين الأفارقة أكثر من النظام الأبوي،
ولكن، في ظل اعتماد الجنوب مبدأ الكاشف عن الرحم التي أدرجت في قانون العبودية في الولايات المتحدة يعتبر الأطفال الذين يولدون من أمهات العبيد في الرق
حتى وان نجت الام يعتبر أطفالها عبيد وهاربين قانونيا مثلها،
ونتيجة لذلك، كانت سيمينول الأسود دائما في خطر من المغيرين العبيد. ,

## العلاقات الأفريقية للسيمينول
وبحلول أوائل القرن ال19، كان المارون (السود الأحرار والعبيد الهاربين) والسيمينول على اتصال منتظم في ولاية فلوريدا حيث تطورت منظومة العلاقات الفريدة بين هنود أمريكا الشمالية والسود
```
في مقابل دفع جزية سنوية للثروة الحيوانية والمحاصيل، وجد السجناء السود أو العبيد ملاذا بين سيمينول.
```

السمينول، في المقابل، استحوذت حليف استراتيجي مهم في منطقة ذات كثافة سكانية منخفضة وفي القرن ال19، السمينول السود والذين يدعون «الزنوج سيمينول» من قبل أعداء أميركيا البيضاء واستلوزتي (الناس السود، من خلال حلفائهم الهنود.
عادة، لا يتم تحديد العديد أو معظم المجتمعات السود للسيمينول أعضاء كعبيد للدول روؤساء أمريكا الفردين
عاش السيمينول السود في مجتمعات مستقله خاصه بهم وانتخاب قاداتهم ويمكن جمع الثروة كالماشية والمحاصيل.والأهم من ذلك، أنهم حملوا السلاح للدفاع عن النفس.
وتظهر سجلات فلوريدا العقارية أن الناس من السيمينول والسيمينول السود يمتلكون كميات كبيرة من الأراضي فلوريدا.
وفي بعض الحالات، جزء من هذه الأرض في ولاية فلوريدا لا تزال تملكها أحفاد سيمينول والسيمينول السود في فلوريدا
تحت ظروف خالية نسبيا، ازدهر السمينول السود وسجل جورج ماكول من الجيش الأميركي انطباعاته عن جماعة الأسود سيمينول في عام 1826
لقد وجدنا هولاء الزنوج يمتلكون حقول كبيرة من أجود الأراضي وإنتاج محاصيل كبيرة من الذرة والفاصوليا والبطيخ والقرع، وغيرها من الخضروات صالح للأكل.
رأيت، في حين ركوبي على طول الحدود من البرك والأرز غرامة متزايد وامتلات القرية بالكثير من الذرة والغرف الصغيرة بينما البيوت أكبر وأكثر راحة من تلك التي الهنود أنفسهم
ويقدر المؤرخون أنه خلال 1820s، 800 السود كانوا يعيشون مع السيمينول. وكانت المستوطنات السيمينول السود العسكريه شديده، على عكس معظم المجتمعات العبيد في عمق الجنوب
أدت الطبيعة العسكرية علاقة للافارقة السيمينول والجنرال إدموند بندلتون غينس، الذي زار عدة مستوطنات مزدهره للسيمينول السود في 1800s، لوصف الأمريكيين الأفارقة «التوابع والحلفاء» من سيمينول. [بحاجة لمصدر]
من ناحية روحانية، ظلت مجموعة عرقية متميزة. تلت سيمينول مبادئ nativistic من الروح العظيمة. كان السود شكل المعتقدات المسيحية التي جلبوهم معهم من المزارع. بشكل عام، اعتمد السود كليا على الثقافة ومعتقدات السيمينول، ولا كانوا المقبولة في المجتمع SEMINOLE. لم تعتبر أنهم هنود
ويتحدث معظم السود Gullah، وهي لغة الكريول الأفرو-الإنجليزية. وهذا مكنهم من التواصل بشكل أفضل مع الأمريكيين الأنجلو من الخور أو Mikasuki الناطقة سيمينول. استخدم الهنود والسود كمترجمين للنهوض تجارتهم مع البريطانيين والقبائل الأخرى. جنبا إلى جنب في ولاية فلوريدا أنها وضعت الأفرو-سيمينول الكريول، حدد في عام 1978 باعتبارها لغة متميزة من قبل لغوي إيان هانكوك. استمرار الأسود السيمينول والمعتقون التحدث الأفرو-سيمينول الكريول خلال القرن ال19 في أوكلاهوما. وجدت هانكوك أنه في عام 1978، بعض شيوخ الأسود سيمينول وسيمينول لا تزال تحدث في أوكلاهوما وفي ولاية فلوريدا.

## حرب السيمينول
بعد الفوز على الاستقلال في الثورة، وكان مالكي العبيد الأمريكية قلقة على نحو متزايد بشأن مجتمعات السود المسلحة في ولاية فلوريدا. حكمت الأراضي مرة أخرى عن طريق إسبانيا، وبريطانيا قد التنازل عنها الشرق والغرب ولاية فلوريدا. سعت مالكي العبيد الأمريكية اعتقال وعودة اللاجئين أسود في فلوريدا بموجب معاهدة نيويورك (1790)، أول معاهدة المصادق عليها من قبل الاتحاد.
الرغبة في تعطيل مجتمعات المارون في ولاية فلوريدا بعد حرب عام 1812، هاجم الجنرال أندرو جاكسون الزنجي فورت، التي أصبحت معقل الأسود سيمينول بعد أن غادر البريطانيون فلوريدا. تفتيت المجتمعات المارون كان واحدا من الأهداف الرئيسية جاكسون في الحرب سيمينول الأولى (1817-1818).
تحت الضغط، وانتقلت المجتمعات الهندية والسود في جنوب ووسط ولاية فلوريدا. العبيد والسيمينول الأسود هاجر كثير من الأحيان إلى أسفل شبه الجزيرة هربا من كيب فلوريدا إلى جزر البهاما. مئات اليسار في 1820s في وقت مبكر بعد حصلت الولايات المتحدة على القطاع من إسبانيا، لاحظت فعالة 1821. حسابات المعاصرة مجموعة من 120 المهاجرة في عام 1821، ومجموعة أكبر بكثير من 300 العبيد الأميركيين الأفارقة الهروب في عام 1823، والتقطت من قبل مواطني جزر البهاما في 27 سلوبات وأيضا عن طريق الزوارق. وكان همهم عن العيش تحت حكم الأمريكية لا مبرر له. في عام 1821، أصبح أندرو جاكسون الحاكم الإقليمي لفلوريدا، وأمرت هجوم على أنغولا، وهي قرية بناها السيمينول الأسود وغيرها من السود الأحرار على الجنوب من خليج تامبا على نهر خروف البحر. غزاة ألقت القبض على أكثر من 250 شخصا، معظمهم تباع في سوق النخاسة. فر بعض الناجين إلى فلوريدا الداخلية وغيرها على الساحل الشرقي لفلوريدا وهرب إلى جزر البهاما. وفي جزر البهاما، وضعت السيمينول الأسود قرية تعرف باسم الخلجان الأحمر على أندروس، حيث صنع السلال وبعض الطقوس الخطيرة المرتبطة التقاليد سمينول لا تزال تمارس.